# Unterspielen
Unterspielen (engl. underacting, seltener: underplaying) ist das betont zurückhaltende Spielen einer schauspielerischen Rolle. Nonverbale Ausdrucksmittel wie Gesten, Gebärden, Mimik und Miene werden beim Unterspielen nur sehr sparsam eingesetzt. Der Begriff Understatement (deutsch: „Untertreibung“) wird häufig bedeutungsgleich verwendet.
Das betont übertriebene Spielen einer Rolle, das vielfach Anzeichen einer mangelhaften schauspielerischen Ausbildung ist, wird als Overacting bezeichnet.
Ähnlich wie in der verbalen Kommunikation das Stilmittel der Untertreibung dazu benutzt werden kann, einer Aussage besondere Aufmerksamkeit zu verschaffen, können Schauspieler eine Rolle oder eine einzelne Szene gezielt unterspielen, um ihr Publikum zu besonders genauem Hinsehen und Hinhören zu zwingen.
Die Technik des Unterspielens wird häufig zur Personencharakterisierung eingesetzt, etwa bei Exzentrikern (Elijah Wood in Alles ist erleuchtet), Autisten (Dustin Hoffman in Rain Man), Charakteren minderer Intelligenz (Tom Hanks in Forrest Gump) oder bei hyper-maskulinen psychopathischen Typen (Charles Bronson in Spiel mir das Lied vom Tod).
Darsteller, die die Technik des Unterspielens besonders reif entwickelt haben, sind z. B.
- Buster Keaton (1895–1966)[1]
- Humphrey Bogart (1899–1957)
- Spencer Tracy (1900–1967)
- Jean Gabin (1904–1976)
- Barbara Stanwyck (1907–1990)
- Robert Mitchum (1917–1997)
- Marlon Brando (1924–2004) in Der Pate[2]
- Lauren Bacall (1924–2014)
- Richard Burton (1925–1984)
- Steve McQueen (1930–1980)
- Clint Eastwood (* 1930)
- Sean Connery (1930–2020)
- Gena Rowlands (1930–2024)
- Donald Sutherland (1935–2024)
- Alain Delon (1935–2024)
- Robert De Niro (* 1943)
- Takeshi Kitano (* 1947)
- Edward James Olmos (* 1947)
- Bill Murray (* 1950)
- John Malkovich (* 1953)
- Frances McDormand (* 1957)
- Annette Bening (* 1958)
- Kevin Spacey (* 1959)
- Lars Mikkelsen (* 1964)
- Ryan Gosling (* 1980)

## Zitat
“There's a very fine line between underacting and not acting at all. And not acting is what a lot of actors are guilty of. It amazes me how some of these little numbers with dreamy looks and a dead pan are getting away with it. I'd hate to see them on stage with a dog act.”

„Es gibt eine feine Grenze zwischen Unterspielen und Überhaupt-nicht-Spielen. Nicht zu spielen ist etwas, dessen viele Schauspieler sich schuldig machen. Es erstaunt mich, wie diese kleinen Nummern mit einem verträumten Blick und einer toten Visage damit durchkommen. Ich würde es sogar hassen, sie mit einer Hundenummer auf der Bühne zu sehen.“